# Gran Premio San Giuseppe 2006
Il Gran Premio San Giuseppe 2006, quarantaseiesima edizione della corsa e valida come evento dell'UCI Europe Tour 2006 categoria 1.2, si svolse il 19 marzo 2006 su un percorso di 159 km. Fu vinta dall'italiano Antonio Bucciero che giunse al traguardo con il tempo di 3h58'00", alla media di 40,08 km/h.
Partenza con 200 ciclisti, dei quali 65 portarono a termine la gara.

## Ordine d'arrivo (Top 10)
| Pos. | Corridore          | Squadra       | Tempo    |
| ---- | ------------------ | ------------- | -------- |
| 1    | Antonio Bucciero   | Pagnoncelli   | 3h58'00" |
| 2    | Manolo Zanella     | Zalf-Désirée  | s.t.     |
| 3    | David Garbelli     | San Marco     | s.t.     |
| 4    | Fabrice Piemontesi | Viris Vigev.  | s.t.     |
| 5    | Filippo Savini     | Filmop        | s.t.     |
| 6    | Davide Bernini     | Marco Pantani | s.t.     |
| 7    | Gianluca Coletta   | Team Endeka   | s.t.     |
| 8    | Ermanno Capelli    | Unidelta      | s.t.     |
| 9    | Alessandro Raisoni | Podenzano     | s.t.     |
| 10   | Federico Canuti    | Matricardi    | s.t.     |